# Shimada Takahiro
Takahiro Shimada (sinh ngày 9 tháng 2 năm 1965) là một cầu thủ bóng đá người Nhật Bản.

## Sự nghiệp câu lạc bộ
Takahiro Shimada đã từng chơi cho Gamba Osaka.

## Thống kê câu lạc bộ

### J.League
| Đội         | Năm       | J.League | J.League | J.League Cup | J.League Cup | Tổng cộng | Tổng cộng |
| Đội         | Năm       | Trận     | Bàn      | Trận         | Bàn          | Trận      | Bàn       |
| ----------- | --------- | -------- | -------- | ------------ | ------------ | --------- | --------- |
| Gamba Osaka | 1992      | -        | -        | 0            | 0            | 0         | 0         |
| Gamba Osaka | 1993      | 12       | 0        | 1            | 0            | 13        | 0         |
| Gamba Osaka | 1994      | 16       | 2        | 3            | 1            | 19        | 3         |
| Gamba Osaka | 1995      | 38       | 0        | -            | -            | 38        | 0         |
| Gamba Osaka | 1996      | 10       | 1        | 11           | 0            | 21        | 1         |
| Gamba Osaka | 1997      | 15       | 0        | 6            | 0            | 21        | 0         |
| Tổng cộng   | Tổng cộng | 91       | 3        | 21           | 1            | 112       | 4         |